# Урвіш-де-Беюш
Урвіш-де-Беюш (рум. Urviș de Beiuș) — село у повіті Біхор в Румунії. Входить до складу комуни Шоймі.
Село розташоване на відстані 396 км на північний захід від Бухареста, 45 км на південний схід від Ораді, 110 км на захід від Клуж-Напоки, 125 км на північний схід від Тімішоари.

## Населення
За даними перепису населення 2002 року у селі проживали 796 осіб, з них 795 осіб (99,9%) румунів. Рідною мовою 795 осіб (99,9%) назвали румунську.